# Marcos Winter
Marcos César Simarelli Winter (São Paulo, 31 agosto 1966) è un attore brasiliano.

## Biografia
Figlio di un dipendente presso una ditta di ingegneria e di una casalinga, ha frequentato la scuola elementare nel Santos Dumont College e la scuola statale Collegio Nossa Senhora da Penha (Nostra Signora di Penha), nel quartiere di Penha, a San Paolo. Sempre in questa città ha poi seguito corsi di Performing Arts presso l'Università di São Judas Tadeu.
In televisione dalla fine degli anni ottanta, è noto per aver interpretato nel 1990 il ruolo di Joventino nella telenovela Pantanal, per Rede Manchete, che ha dato nuovo impulso alla sua carriera. Ha anche interpretato alcuni film.

## Vita privata
È padre di Ana Clara Duarte, frutto del suo matrimonio con l'attrice Paloma Duarte.

## Televisione
- Pantanal (1990)
- Felicità (Felicidade) (1991)
- Fratelli Coraggio (1995)
- Corpo D'oro (1998)
- Stella Guida (2001)
- Queste Donne (2005)
- Duas caras (2007)
- Entrambi i Lati (2008)
- Vende-se um Véu de Noiva (2009)
- Allenamento (2010)
- Flor do Caribe  (2013)
- Magnífica 70 (2015)

## Cinema
- Barrela (1990)
- Lua de Outubro (1997)
- Vestido de Noiva (2006)